# Igreja de Nossa Senhora do Rosário e São Benedito (Cuiabá)

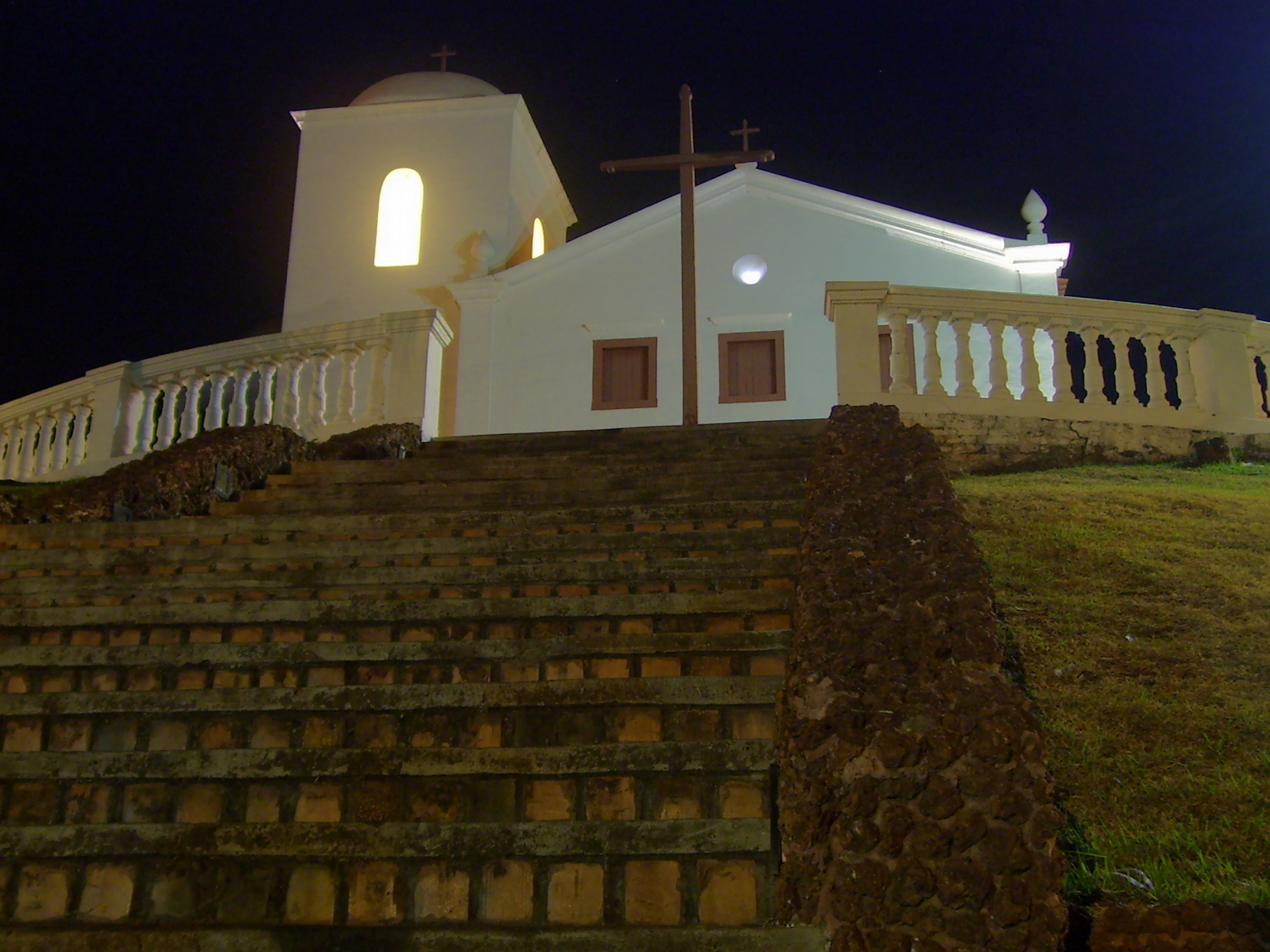
Igreja à noite.

A Igreja de Nossa Senhora do Rosário e São Benedito é uma igreja católica localizada em Cuiabá, capital do estado brasileiro de Mato Grosso.
A igreja é um dos marcos de fundação da cidade de Cuiabá, tendo sido construída em arquitetura de terra em torno de 1730, próximo às águas do córrego da Prainha, em cujas águas Miguel Sutil descobriu as minas de ouro que impulsionariam a colonização da região. Sua fachada, de grande simplicidade, é típica da arquitetura colonial brasileira e esconde a decoração barroca-rococó nos altares do interior, com rica talha dourada e prateada, única com esses detalhes no país. Construída inicialmente com a técnica da taipa de pilão, passou por várias reformas, incluindo uma que transformou sua fachada em neogótica, entre as décadas de 1920 e 1980, quando foi reformada e a arquitetura colonial resgatada. Tombada em 1975 pelo IPHAN, em 1987 pela Fundação Cultural de Mato Grosso e incluída no perímetro tombado do Centro Histórico de Cuiabá em 1993, é palco da Festa de São Benedito, mais longa festa religiosa do estado.

## História

### Início
No pé da colina onde hoje está a igreja de Nossa Senhora do Rosário, à margem esquerda do córrego da Prainha, estava localizada a maior mina de ouro da região. Foi esta mina a origem da povoação de Cuiabá, que se deu à margem direita do córrego, em torno das jazidas.
Este local é mencionado em 1722 por José Barbosa de Sá, ao relatar a descoberta do ouro por índios que, a mando de Miguel Sutil, buscavam mel, no lugar chamado "tanque do Arnesto", onde foi construída a capela de Nossa Senhora do Rosário. Ainda em 1722, Barbosa de Sá comenta sobre " huma capellinha a San Benedito junto ao lugar chamado despois rua do cebo, que dahy a poucos annos cahio e não se levantou mais ", erguida pelos negros. Não se sabe qual seria a localização da "rua do cebo". Depois, a capela teria sido reerguida anexada à igreja de Nossa Senhora do Rosário, como aconteceu em várias regiões da América portuguesa.
Barbosa de Sá ainda cita a igreja outras duas vezes: acerca do sepultamento de um homem junto de sua mulher, na igreja, em data não citada, e em 1754, sobre a excomunhão fixada em sua porta por um padre chamado José Aires ao seguir para Goiás, transcrita a seguir:
Essa seria a primeira menção conhecida sobre a atual igreja de Nossa Senhora do Rosário. Não se sabe ao certo a data da construção da igreja atual, mas estima-se ter sido por volta de 1730.
Pelas leituras arqueológicas feitas na última restauração foram descobertos vestígios de uma capela, da qual restou uma parede de quatro metros de largura por três metros e meio de altura, entre o púlpito e o altar lateral oeste. Sobre essa parede há uma descontinuidade do material: taipa de pilão abaixo da linha de ruptura, e tijolos de adobe, acima. A partir dessa parede foi construída a nave principal da atual igreja do Rosário, a leste dela. Posteriormente a igreja foi ampliada, em direção ao coro, ao sul, e ao norte, até o retábulo da capela-mor. Nessa mesma ampliação foi construída a ala lateral oeste.
Ainda no século XVIII a igreja tomou as configurações atuais, quando foi feita a segunda ampliação. Nessa, o coro e os fundos do altar foram ampliados e a ala lateral leste foi construída. É possível notar as diferenças de acabamento e cor entre os tipos de argila usados na taipa da ala leste.

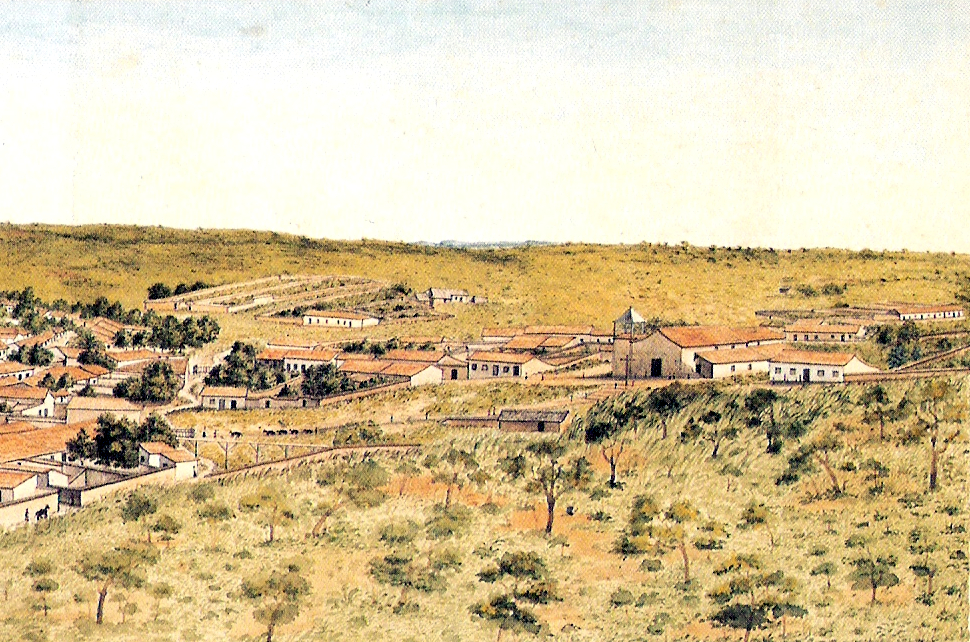
Imagem do "Prospecto...", de 1790.[nota 1]
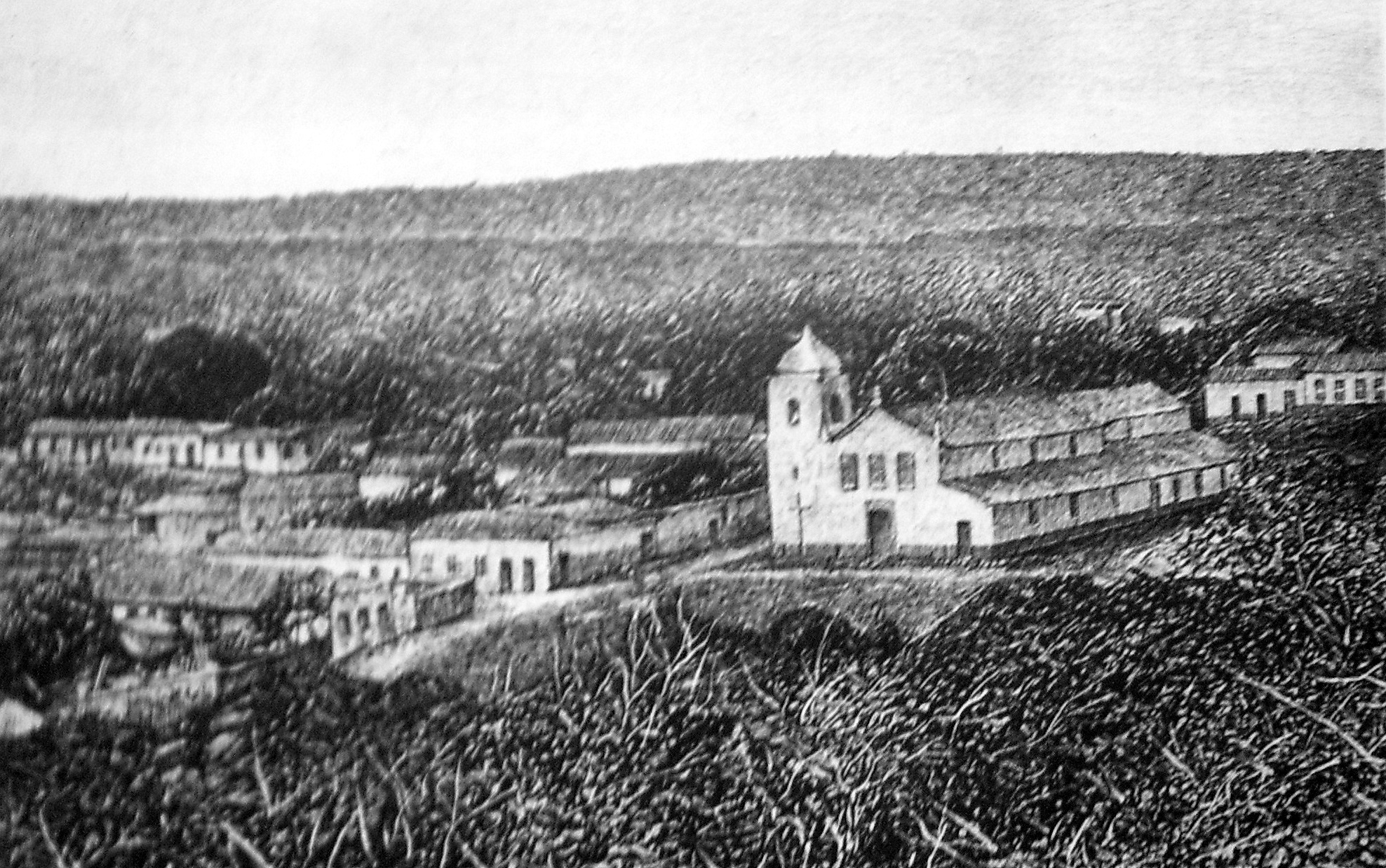
Gravura de Karl von den Steinen em que aparece a igreja.
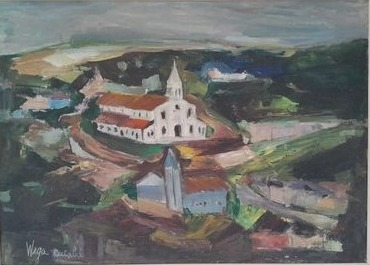
Igreja Nossa Senhora do Rosário retratada em quadro a óleo da pintora Wega Nery (1968)

### Iconografia
A igreja de Nossa Senhora do Rosário e São Benedito aparece em duas ilustrações de Cuiabá feitas entre cerca de 1771 e 1780 durante o governo de Luís de Albuquerque de Melo Pereira e Cáceres, hoje arquivados na Casa da Ínsua, na vila portuguesa de Penalva do Castelo. A igreja também aparece, mais detalhadamente, no "Prospecto da Villa do Bom Jesus do Cuiabá [...]", feito em 1790 pela expedição de Alexandre Rodrigues Ferreira ao passar pela cidade. Nessa ilustração, ela se mostra com características típicas da capela bandeirista, com a única porta na fachada e o campanário formado por um telhado de quatro águas sobre os esteios aparentes.
A igreja também aparece em plantas antigas de Cuiabá. Duas delas, no Arquivo Histórico do Exército, no Rio de Janeiro, mostram a "capella do Rosario" (uma com data estimada entre 1770 e 1780 e outra datada entre 1770 e 1775), e outra, no arquivo da Casa da Ínsua, datada de 1777, mostra a "capella da Srª do Rosario".
Depois, nos dois séculos seguintes, ela aparece com uma torre com cúpula de meia laranja e três janelas na altura do coro, acima da porta principal, como pode ser visto na gravura de Karl von den Steinen e em uma fotografia de 1910. É possível ver também, na gravura de Steinen, as aberturas na lateral esquerda e os pináculos sobre os cunhais.[carece de fontes?]

### Século XX
Em 1928, durante o governo de Mário Correia da Costa, a igreja passou por uma reforma, na qual a fachada, colonial, foi substituída por uma com torre central e pontiaguda, de características neogóticas. Essa reforma teria tido como inspiração a construção de outros templos neogóticos em Cuiabá, nomeadamente a igreja de Nossa Senhora Auxiliadora e a igreja de Nossa Senhora do Bom Despacho.
A paróquia de Nossa Senhora do Rosário e São Benedito foi criada em 1945. Nos anos seguintes, a igreja passou por algumas intervenções, como um reforço no arco-cruzeiro, feito com concreto armado, em 1967, a retirada de uma parede, aumentando a capela de São Benedito, em 1960, e a intervenção paisagística em 1968, feita a mando do governador da época, Pedro Pedrossian.
Na década de 1970 a igreja passou por levantamentos com intuito de tombá-la. Lúcio Costa deu parecer contrário ao tombamento dela, por causa das modificações externas pelas quais passou, mas ainda assim ela foi tombada pelo seu valor histórico, em 1975, como patrimônio histórico nacional pelo antigo SPHAN. A partir daí, pesquisas iconográficas e prospecções arqueológicas foram feitas para reconstituir a fachada com a torre de meia laranja, obra levada a cabo em 1976. Em 1987, a igreja foi novamente tombada, desta vez estadualmente, pela Fundação Cultural de Mato Grosso.

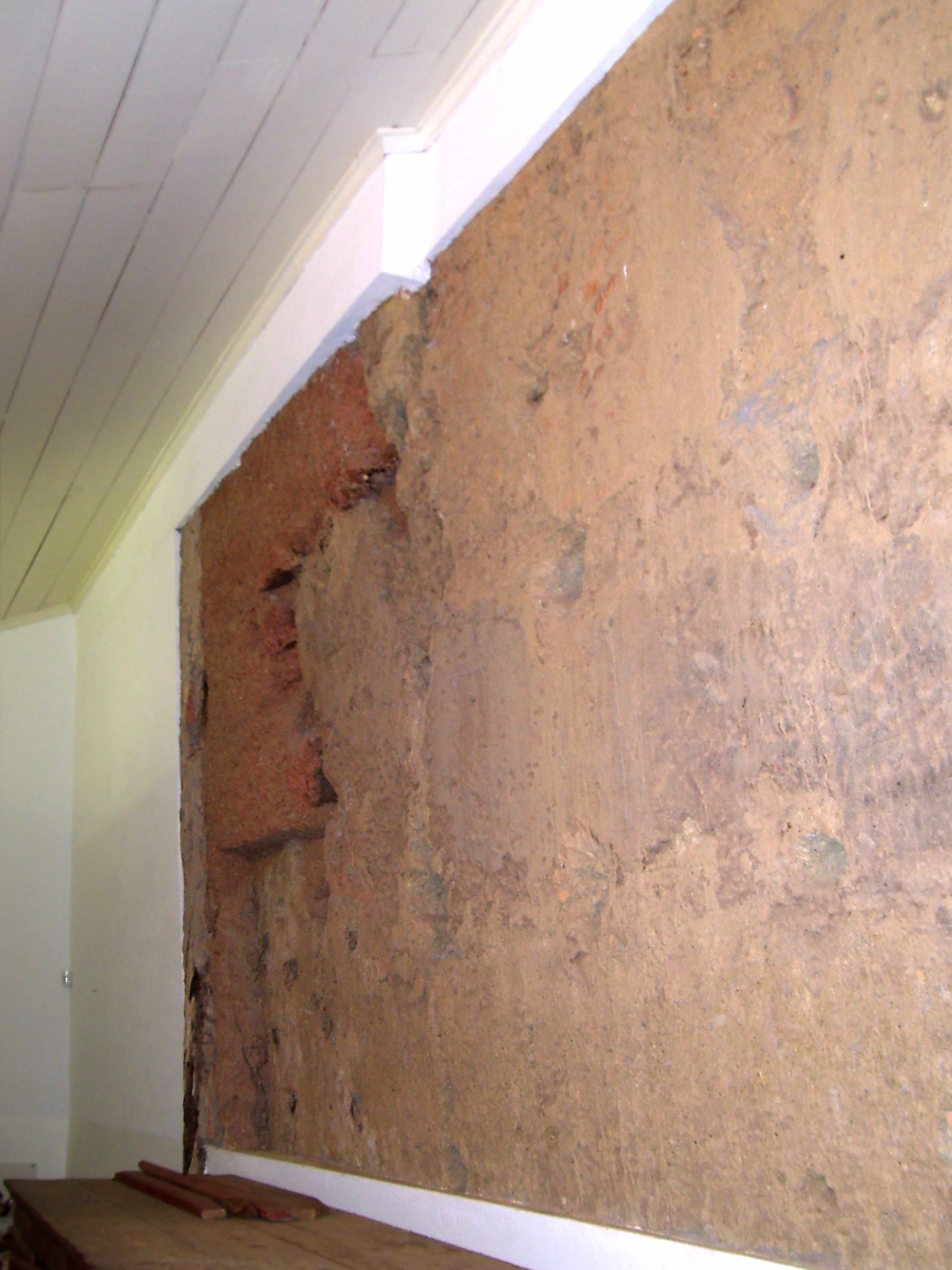
Parede de taipa da igreja, mantida sem o reboco após a última reforma.

### Última restauração
A igreja ficou mais de 20 anos sem passar por reformas significativas, até o ano de 2003, quando foi iniciada a última. Havia rachaduras na parede, apodrecimento do forro e do madeiramento do telhado, infiltração, problemas nas instalações elétricas, falta de sistema de prevenção e combate a incêndio, o que comprometia a estrutura física e também a segurança da população.
O início da reforma foi anunciado em 26 de agosto, priorizando inicialmente os reparos das instalações elétricas e do telhado, com dinheiro proveniente de doações da população (valor que chegou a duzentos mil reais). No percurso das obras, foi constatado que as paredes estavam se abrindo, o madeiramento do telhado estava comprometido e o forro e o soalho não poderiam ser reformados e reaproveitados como se supunha, o que gerou a necessidade de reparos não-previstos.
Durante a reforma, foram feitas algumas descobertas, como duas janelas que haviam sido fechadas e foram reabertas, assim como o coro, que passou por mudanças durante o tempo e foi restaurado às formas originais graças ao capitel do pilar original, que foi encontrado e permitiu os estudos de reconstituição. Uma parede, na ala leste, entre esta e a nave, foi mantida sem reboco para mostrar suas características construtivas e os caminhos pelos quais passou durante sua existência. Além disso, foram descobertos objetos e inscrições nas paredes da igreja: cachos de cabelo negro, no reboco de uma parede da capela de São Benedito, moringas de barro, moedas e inscrições parietais. Foi instalada uma nova iluminação, indireta, através de rebatimento da luz no teto, para evitar o ataque à pintura e douração dos altares e púlpitos, assim como também instalaram um sistema de condicionamento de ar.
O processo de restauração e reforma custou mais de um milhão de reais e durou até 2006, quando foi reaberta em 21 de junho.
A igreja de Nossa Senhora do Rosário e São Benedito, atualmente, é considerada a mais antiga igreja remanescente de Cuiabá, já que das três primeiras igrejas da cidade, somente esta sobreviveu à demolição, ao contrário da igreja de Nossa Senhora do Bom Despacho e da Catedral Metropolitana Basílica do Senhor Bom Jesus.

## Tombamento

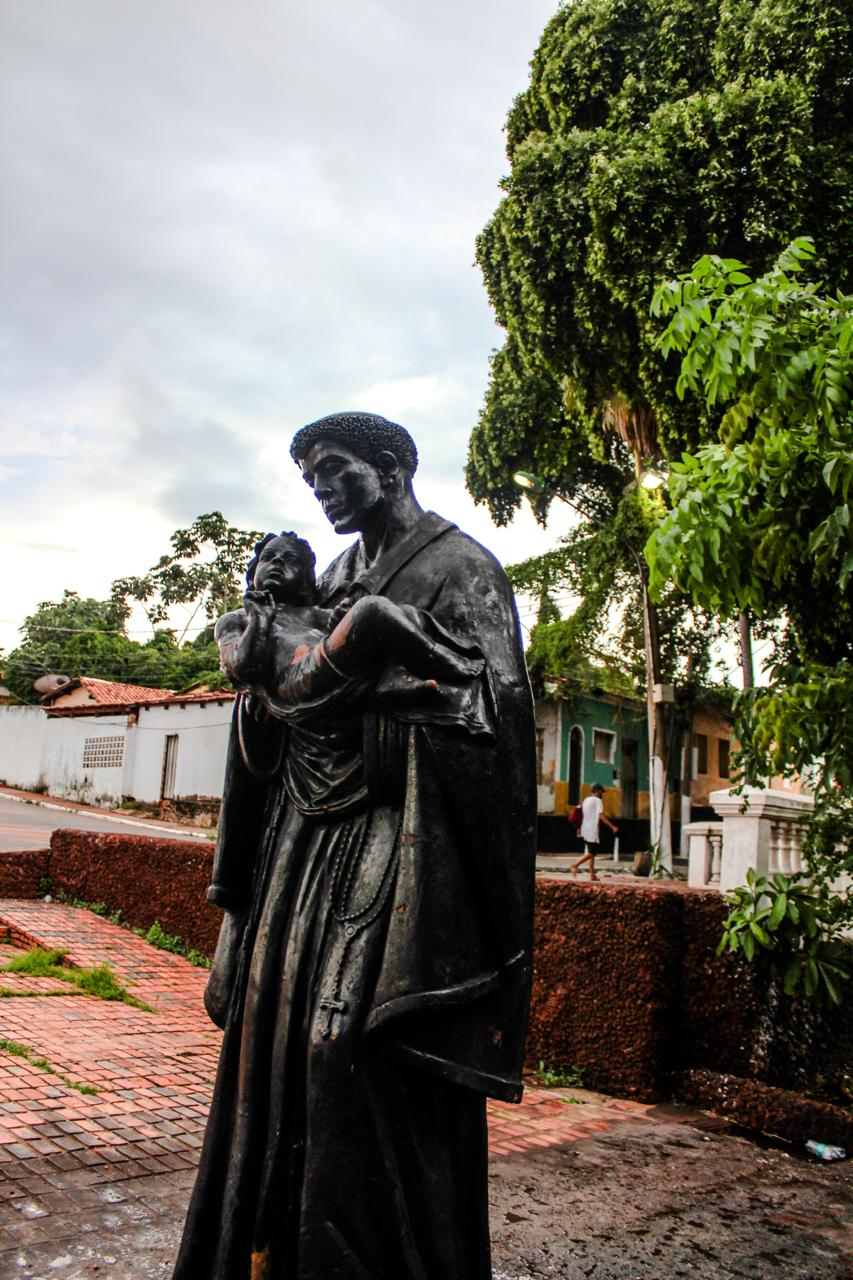
Monumento São Benedito

A Igreja do Rosário foi tombada pela primeira vez em 4 de dezembro de 1975 pelo Serviço do Patrimônio Histórico e Artístico Nacional – SPHAN, atual Instituto do Patrimônio Histórico e Artístico Nacional – IPHAN, após o processo de tombamento nº 553-T-57A. A igreja encontra-se registrada no Livro do Tombo das Belas Artes, sob inscrição número 523, e no Livro do Tombo Histórico, sob inscrição número 457. O tombamento inclui todo o recheio da igreja, como retábulos, alfaias, imaginárias, o mobiliário antigo ainda restante e todo seu acervo.
Em 15 de outubro de 1987, a Fundação Cultural de Mato Grosso tombou a igreja do Rosário através da portaria nº 76/87 referente ao Processo de Tombamento de Bens nº 03/87. Nesse tombamento, foram incluídos os imóveis vizinhos como área de entorno.
Por fim, a igreja e seu entorno foram incluídos no tombamento do Centro Histórico de Cuiabá, tombado em 24 de março de 1993, após o processo nº 1180-T-85.

## Implantação e exterior

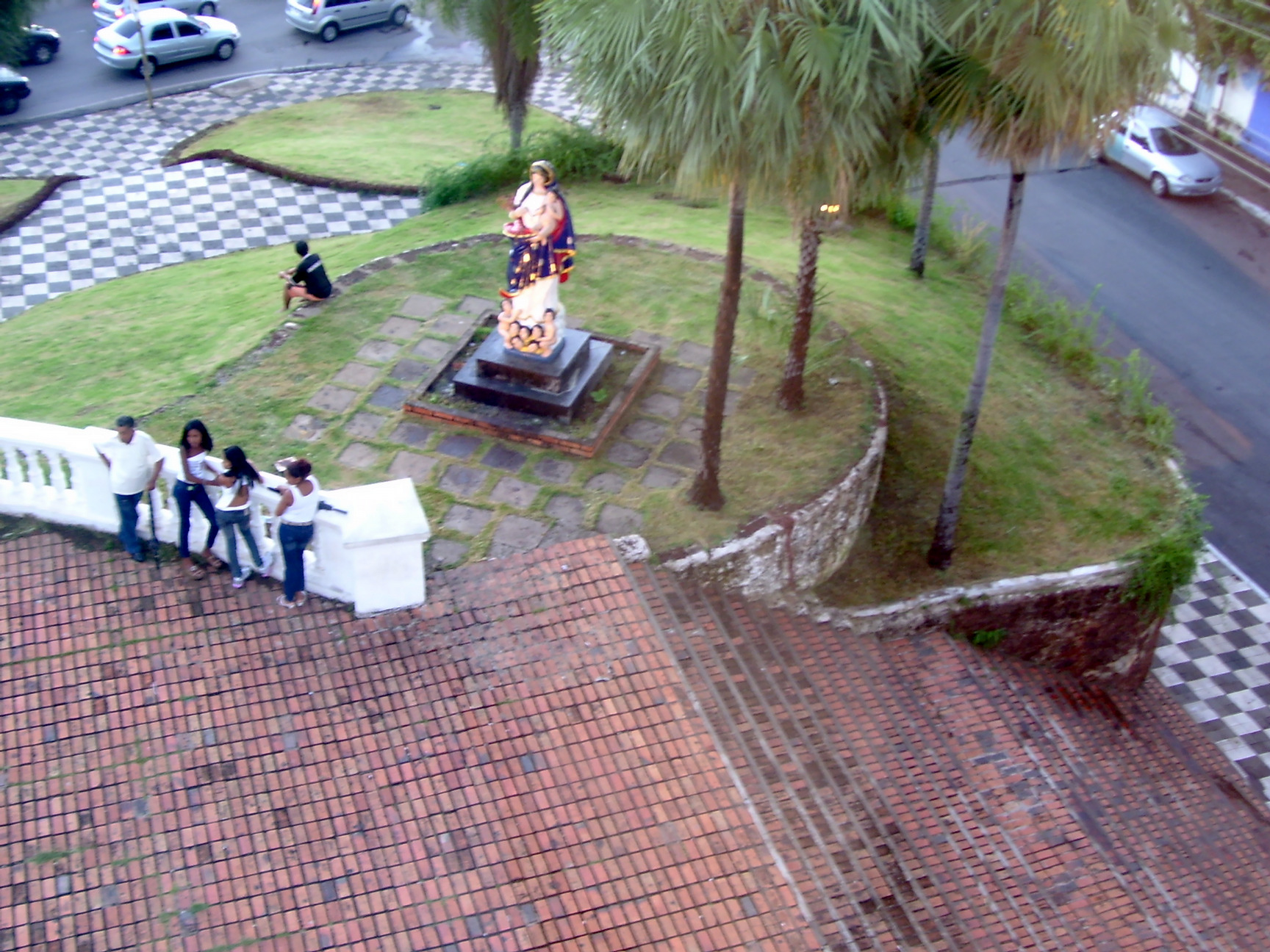
Adro da igreja, visto do campanário.

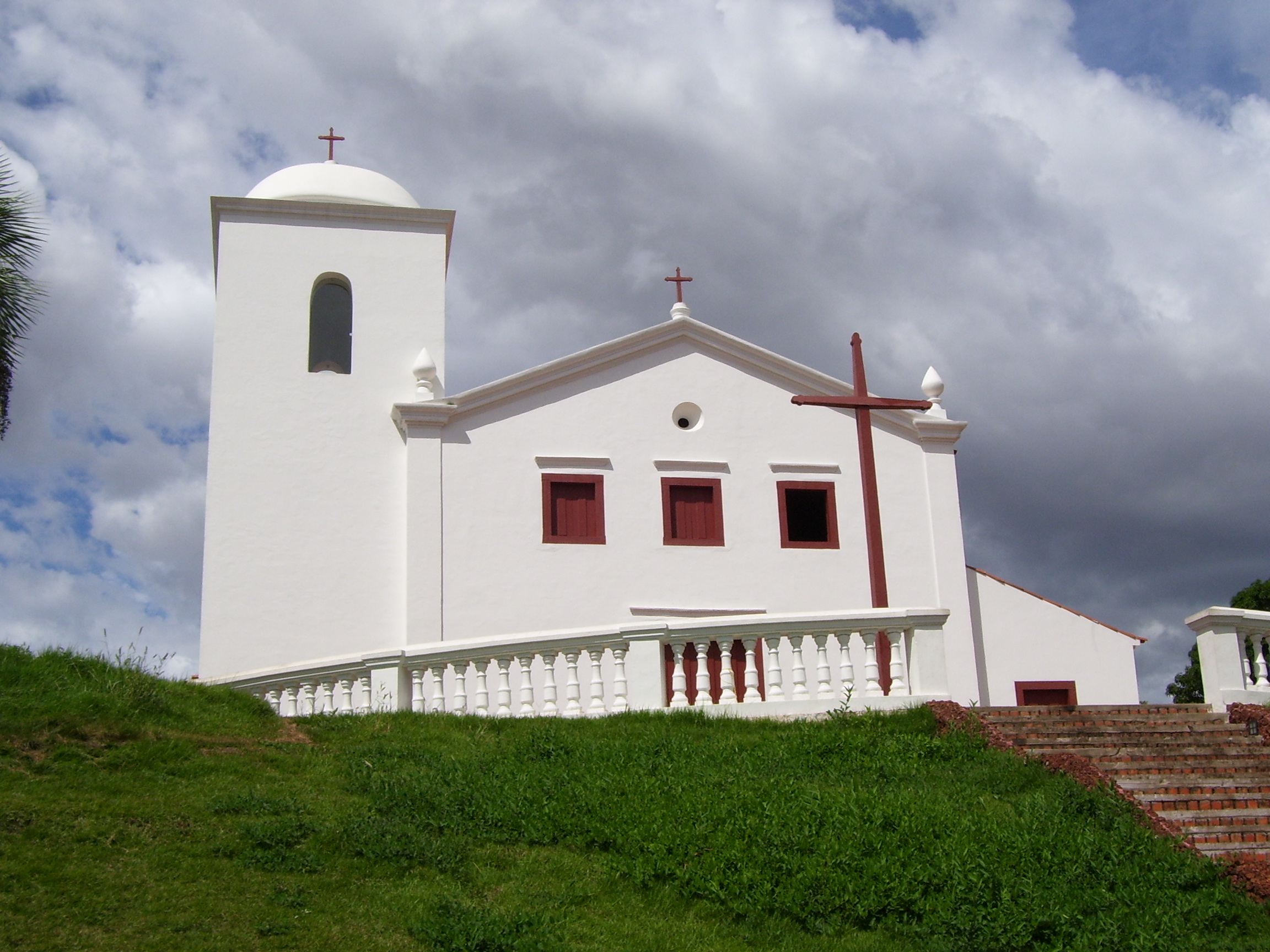
Fachada da igreja. Notar os balaústres do adro e o cruzeiro.

A igreja de Nossa Senhora do Rosário e São Benedito está localizada na Praça do Rosário, em área antigamente conhecida como colina do Rosário, na esquina da Avenida Coronel Escolástico com a Rua Praça do Rosário, próximo ao Morro da Luz e da Avenida Tenente-Coronel Duarte. A igreja tem a fachada orientada para o sul-sudoeste, podendo ser adotado o sul como referência. Como a praça está localizada em uma colina, as vias lindeiras citadas apresentam declive nesse trecho. Isso faz com que o acesso à igreja pela Avenida Coronel Escolástico se dê, atualmente, por escada. A partir da Rua da Praça do Rosário também há escadas, ao passo que a partir do lado leste da praça o acesso é feito no nível da rua.[carece de fontes?]
O calçamento atual, no adro da igreja, é de tijolos cerâmicos e, à beira de suas paredes, pedra-cristal entremeada de grama. A calçada ao nível da rua possui calçamento de ladrilho hidráulico, assim como o primeiro lanço da escada frontal. Os lanços seguintes são de tijolos, com arremate de pedra-canga. Ao subir as escadas, chega-se ao adro, que possui peitoril balaustrado e um cruzeiro (uma cruz latina de madeira) defronte à porta principal da igreja. A configuração paisagística atual da praça data de 1968, quando os serviços foram executados a mando do governador Pedro Pedrossian, de forma que fosse levada em consideração a vista a partir de seu gabinete, no sétimo andar do prédio onde hoje é a prefeitura, enquanto que o cruzeiro foi escolhido quando da última restauração (o anterior foi encontrado, mas já não era original).

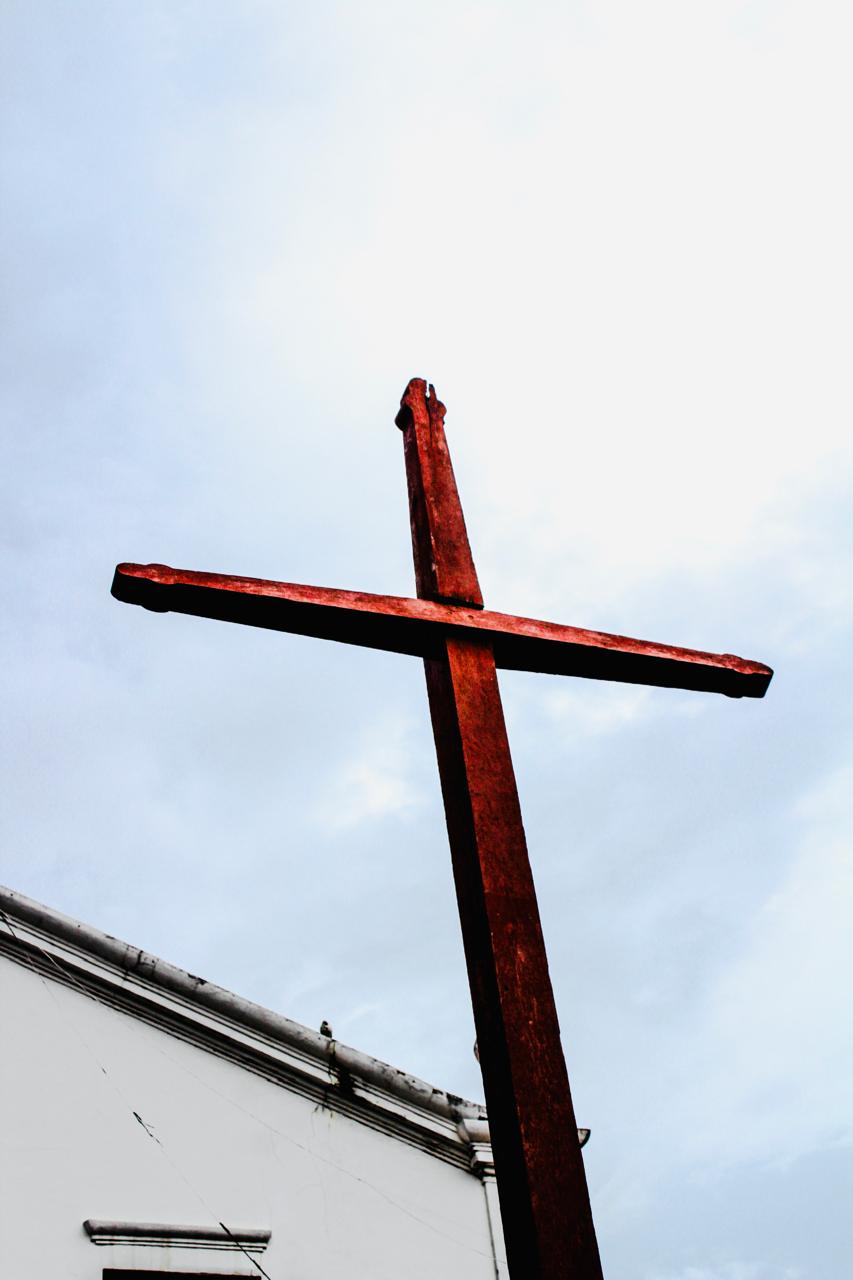
Cruz que se encontra na parte externa da igreja.

A igreja é formada pela nave, central e alta, ladeada por duas alas, com pé-direito menor. A nave possui os cunhais da fachada ressaltados e a porta principal é de madeira com verga reta e duas folhas. Há, na altura do coro, três janelas, também de vergas retas e madeira, além de um óculo no frontão. Sobre as janelas e a porta principal há detalhes em relevo e sobre os cunhais da fachada, que é arrematada com cimalha, há pináculos. Na nave lateral, à esquerda, há também uma porta, igualmente de madeira e verga reta, mas menor que a principal.[carece de fontes?]
Há uma única torre, a oeste, com cúpula de meia laranja e uma abertura com volta plena em cada face. Na torre estão os sinos e, sobre ela, assim como sobre o frontão, há uma cruz sobre pedestal. A nave principal possui telhado de duas águas, de telha capa e canal, enquanto que as alas laterais, água única.[carece de fontes?]

## Interior

### Nave

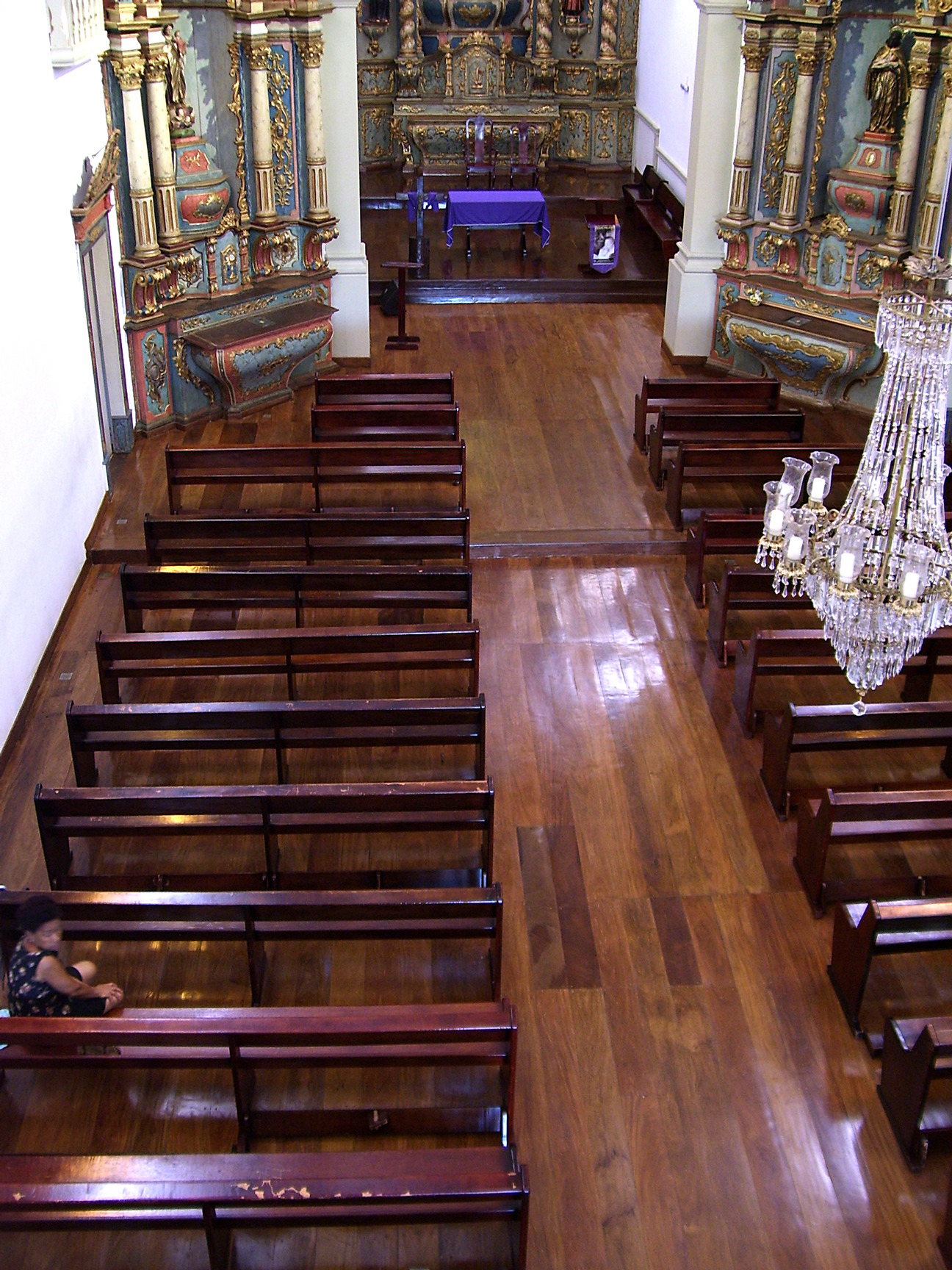
Nave, com o piso de madeira.

A nave é única e as paredes são desprovidas de adornos. O piso é de madeira e tem níveis: o da entrada, mais baixo, era ocupado pelos escravos e pelo povo comum, o próximo, antes do arco-cruzeiro, para acesso às alas laterais, o penúltimo, para os membros das irmandades, e o mais alto, junto ao altar, reservado para o sacerdote. Acima da entrada existe um coro de madeira, acessível a partir da nave por uma porta a oeste, e nas paredes laterais da nave sobressaem seis janelas com parapeitos falsos e baldaquino. Estas são basculantes, se abrem acima dos telhados das alas laterais e são de tábuas recortadas e pintadas de branco, possuindo caixilho envidraçado em aro de madeira com verga reta, ao contrário das janelas mais baixas do prédio, que se abrem para a praça e possuem folhas e balaústres de madeira com seção quadrada em quina, característica típica da arquitetura bandeirista.
A leste e a oeste, nas paredes da nave, há dois púlpitos, acessíveis por escadas nas alas laterais (que haviam sido retiradas e foram restauradas) e destinadas à pregação. Entre o púlpito da parede oeste da nave e uma porta que dá acesso à ala oeste estão os já citados vestígios da parede do que teria sido a primeira capela.
O forro da nave é do tipo gamela, com as tábuas lisas pintadas de branco. O telhado possui três tirantes grossos de madeira que servem para fazer o travamento da cobertura, evitando o afastamento das paredes altas da nave. Durante as obras de restauro, foi constatado que elas não estavam mais sustentando o prumo da parede, o que foi corrigido com reforços de ferro e emenda de madeira nova nas pontas, que já estavam em estado de decomposição.

### Altares laterais
No fim da nave, ao norte, está o arco-cruzeiro que delimita o espaço entre esta e a capela-mor. Ele é formado por um arco coberto com madeira sobre duas colunas de taipa, também cobertas com madeira. Nele, há uma tarja com uma inscrição característica de Nossa Senhora, um M. Suas cores destoam das do resto da igreja, o que indica que tenha vindo de outra.
Ladeando o arco há dois retábulos de características barroco-rococó, provavelmente do fim do século XVIII. Ambos possuem ornamentação semelhante, tendo cada um mesa entalhada em rocalha, rico coroamento, policromia em uma combinação de azul, vermelho e cor-de-rosa, talha dourada, detalhes em prata (única no país com elementos do gênero) e uma imagem entronizada em pedestal, com dois pares de colunas ladeando-a. As colunas possuem capitéis coríntios, pintura marmorizada e são lisas, exceto em seu terço inferior, onde possuem frisos.[carece de fontes?]
No altar direito está uma imagem de Nossa Senhora do Carmo e, no esquerdo, uma imagem de São Benedito. A imagem de Nossa Senhora do Carmo possui, na mão direita, um escapulário de prata, próprio da devoção carmelita. Na mesa do altar de São Benedito há um sacrário em que fica guardada uma urna com uma relíquia do santo: um pedaço da pele de São Benedito, vindo de Roma em 1983, doado pelos franciscanos.

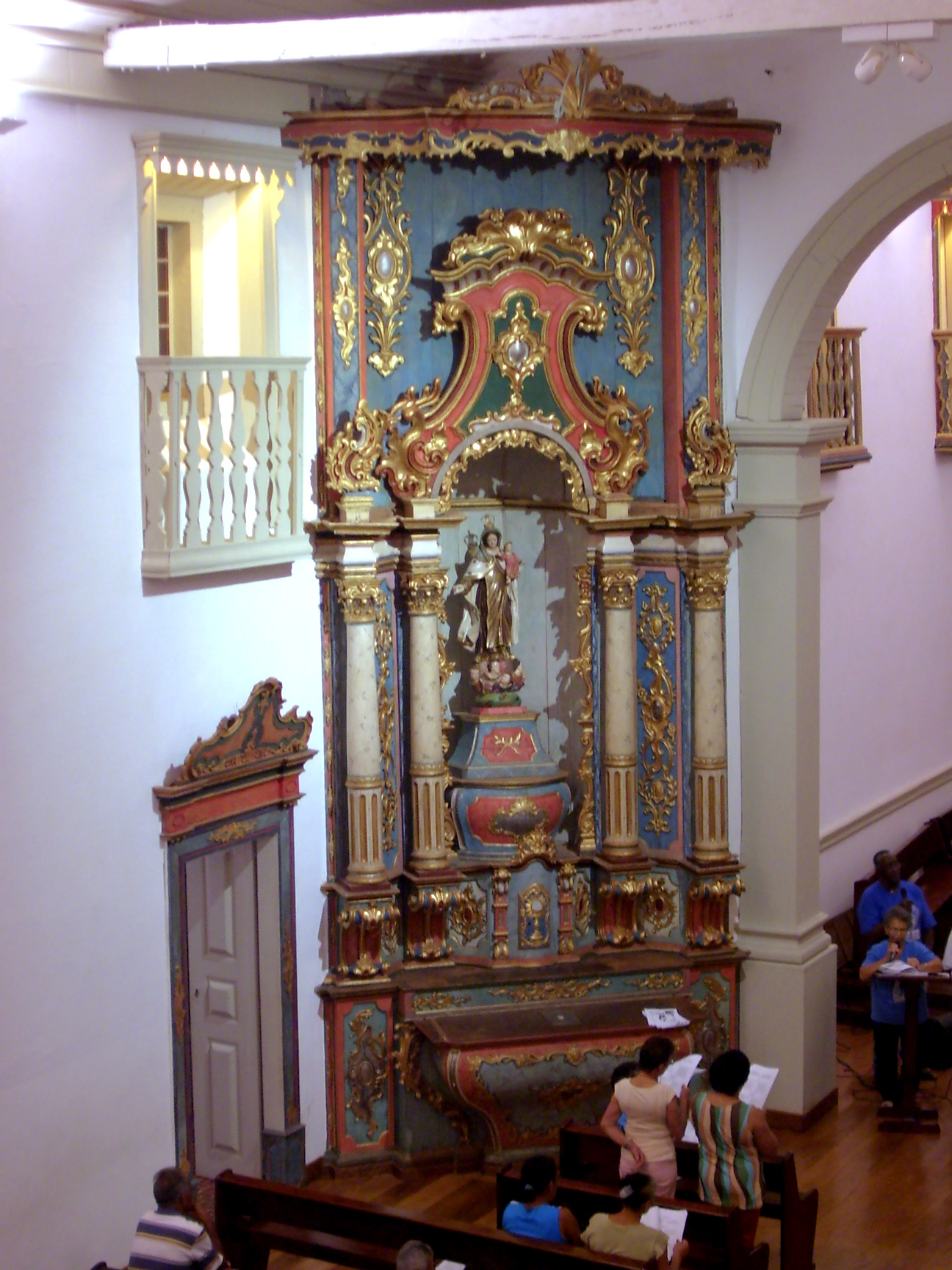
Altar de Nossa Senhora do Carmo
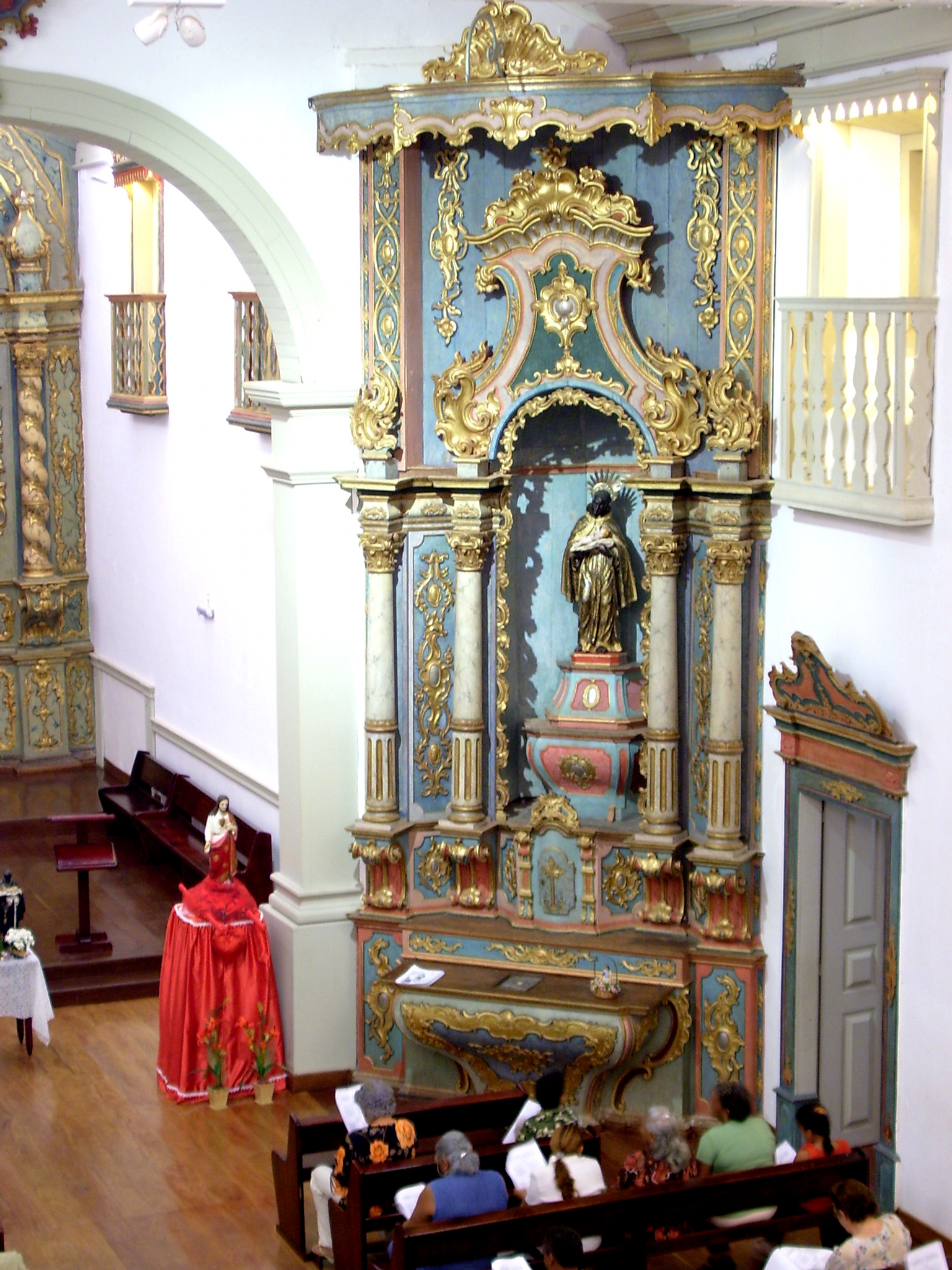
Altar de São Benedito
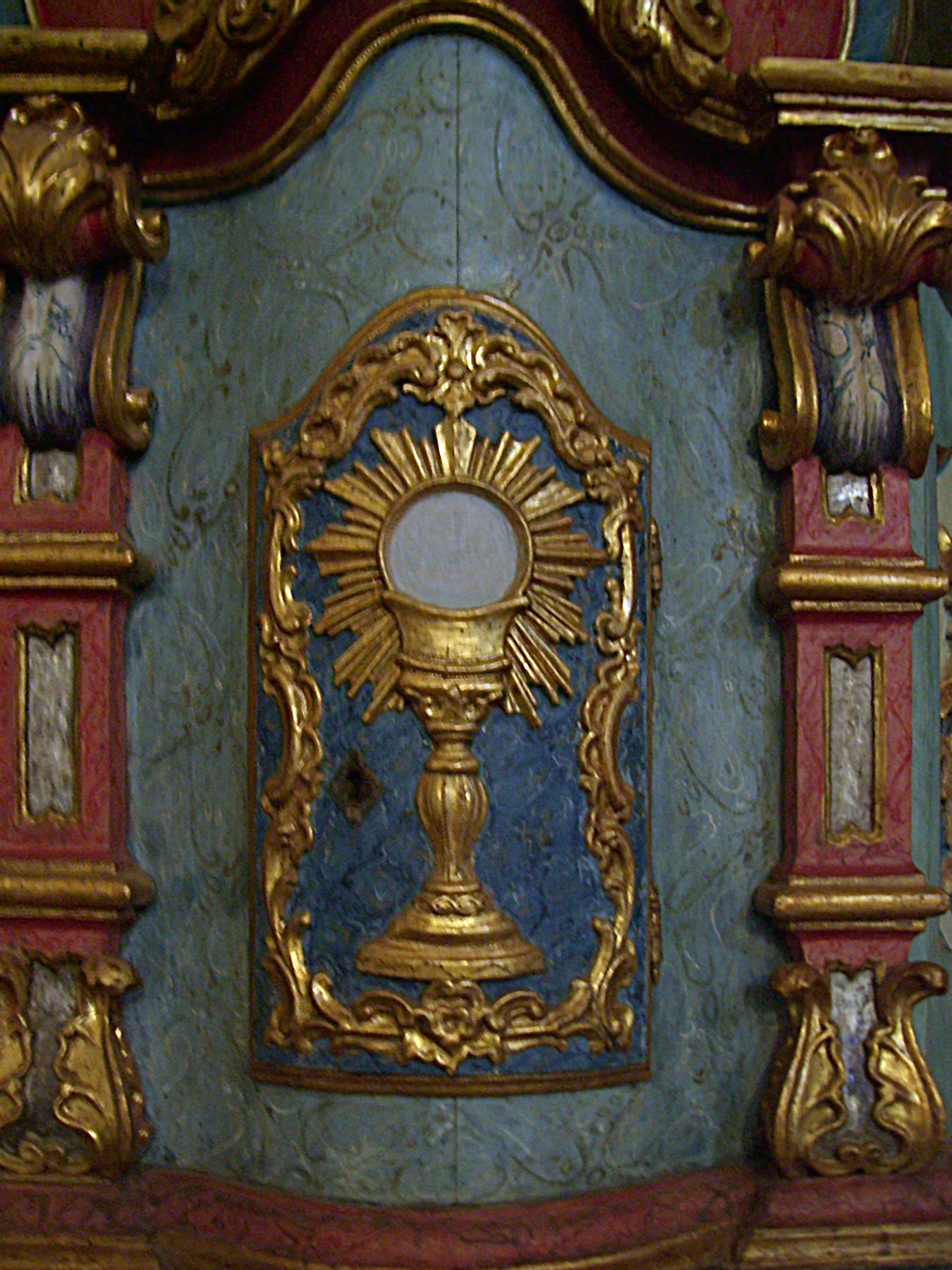
Detalhe do altar lateral oeste
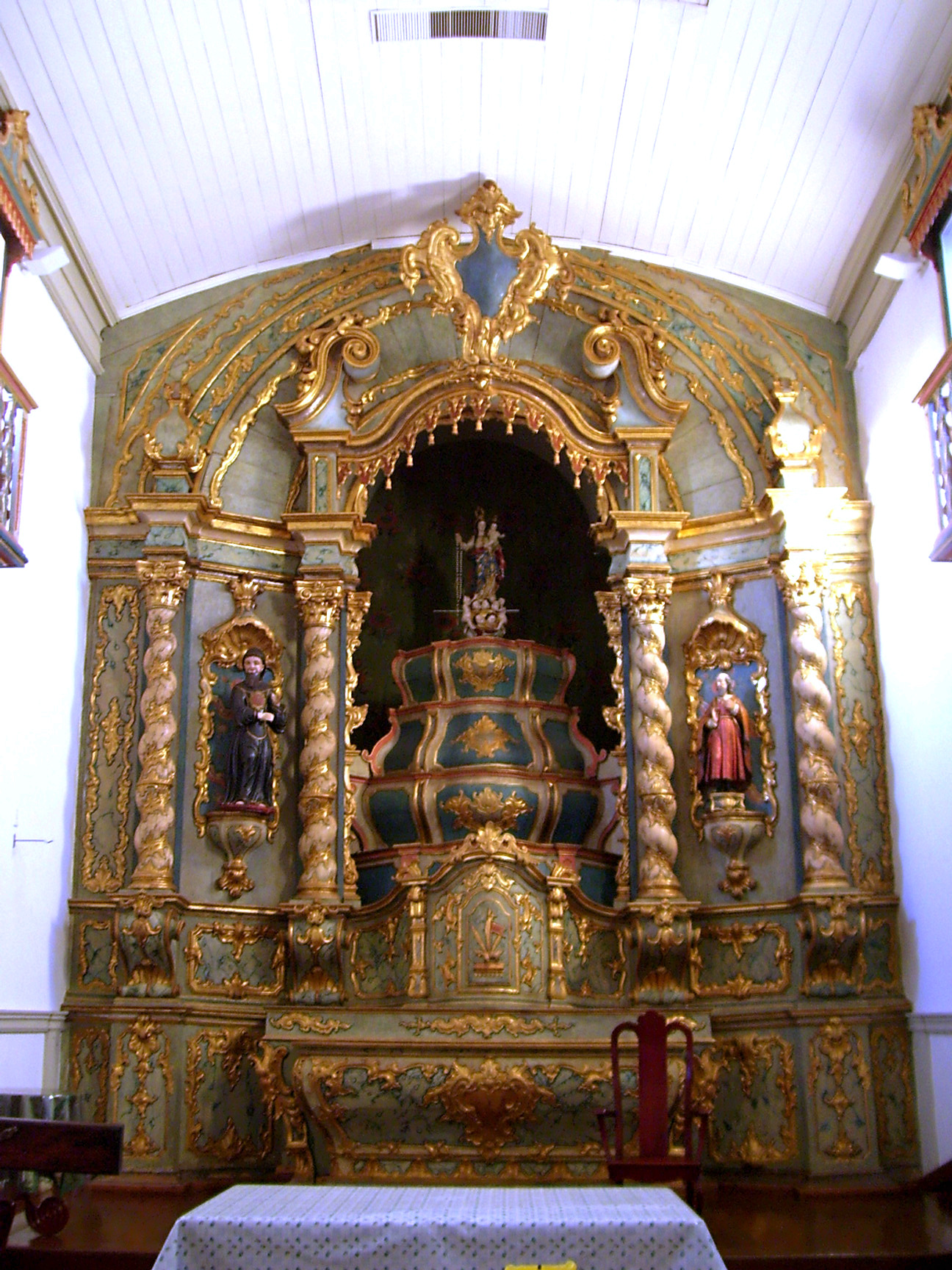
Altar-mor

### Capela-mor
Após o arco-cruzeiro está a capela-mor. Ela possui piso de madeira e forro com as mesmas características dos da nave, além de quatro janelas altas, parecidas com as da nave, mas com pintura marmorizada.
Ao fundo da capela-mor, atrás do atual altar, há um retábulo barroco com detalhes rococós. Assim como os retábulos dos altares laterais, o da capela-mor é datado do fim do século XVIII, sendo provavelmente anterior àqueles, por causa da maior presença de características barrocas. Este retábulo possui policromia marmorizada, datada do começo do século XIX, em tons verde e azul-cobalto, que constitui um fundo para os detalhes dourados e prateados entalhados em relevo.[carece de fontes?]
Ao centro do retábulo há um fundo nicho central em um dossel arrematado por frontão e volutas laterais, que é dedicado à imagem da padroeira, entronizada sobre um pedestal formado por três lanços superpostos com forma bombeada. O altar ainda possui escudo rococó ao centro e peanhas laterais para estatuária; cada uma, entre um par de colunas salomônicas apoiadas sobre mísulas trabalhadas. No fundo do camarim, atrás da imagem da padroeira, há uma pintura floral, não correspondente à arte do conjunto do retábulo.
Há controvérsias sobre a origem dos retábulos. Segundo a tradição oral, os três (o da capela-mor e os laterais) teriam vindo de Goiás. Entretanto, podem ter pertencido originalmente à Catedral Metropolitana, sendo transferidos para a igreja do Rosário quando aquela foi reconstruída, também no século XVIII.
Estão no altar-mor, desde o século XVIII, três imagens esculpidas em madeira. No nicho central, sobre o pedestal escalonado, está a de Nossa Senhora do Rosário, que é digna de nota por possuir na peanha sete anjos: dois de corpo inteiro a ladear outros cinco dispostos em duas filas, deixando mostrar somente as cabeças. A leste está a imagem de São José de Botas e oeste a de São Francisco de Paula. A devoção a São José de Botas veio com os bandeirantes paulistas, enquanto São Francisco é padroeiro da irmandade que leva seu nome.

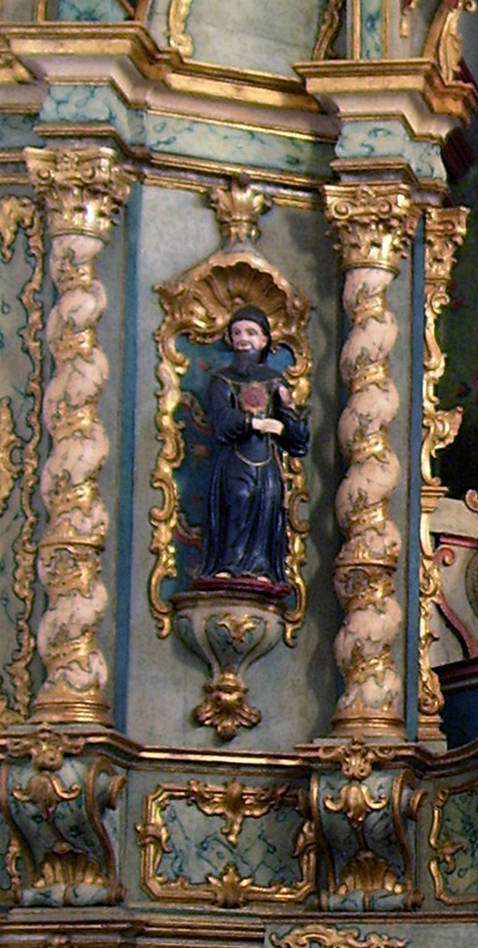
São Francisco de Paula
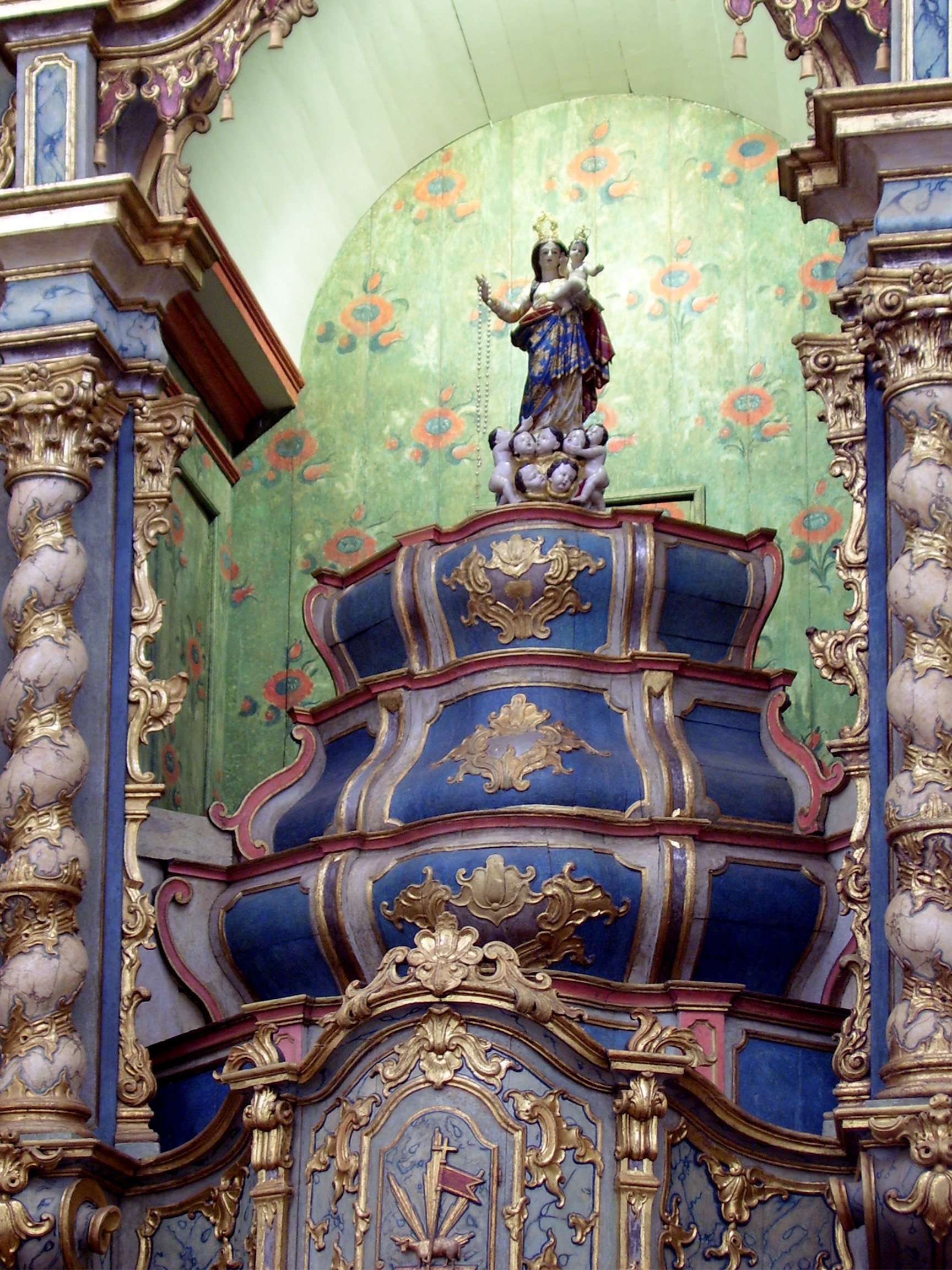
Imagem de Nossa Senhora do Rosário
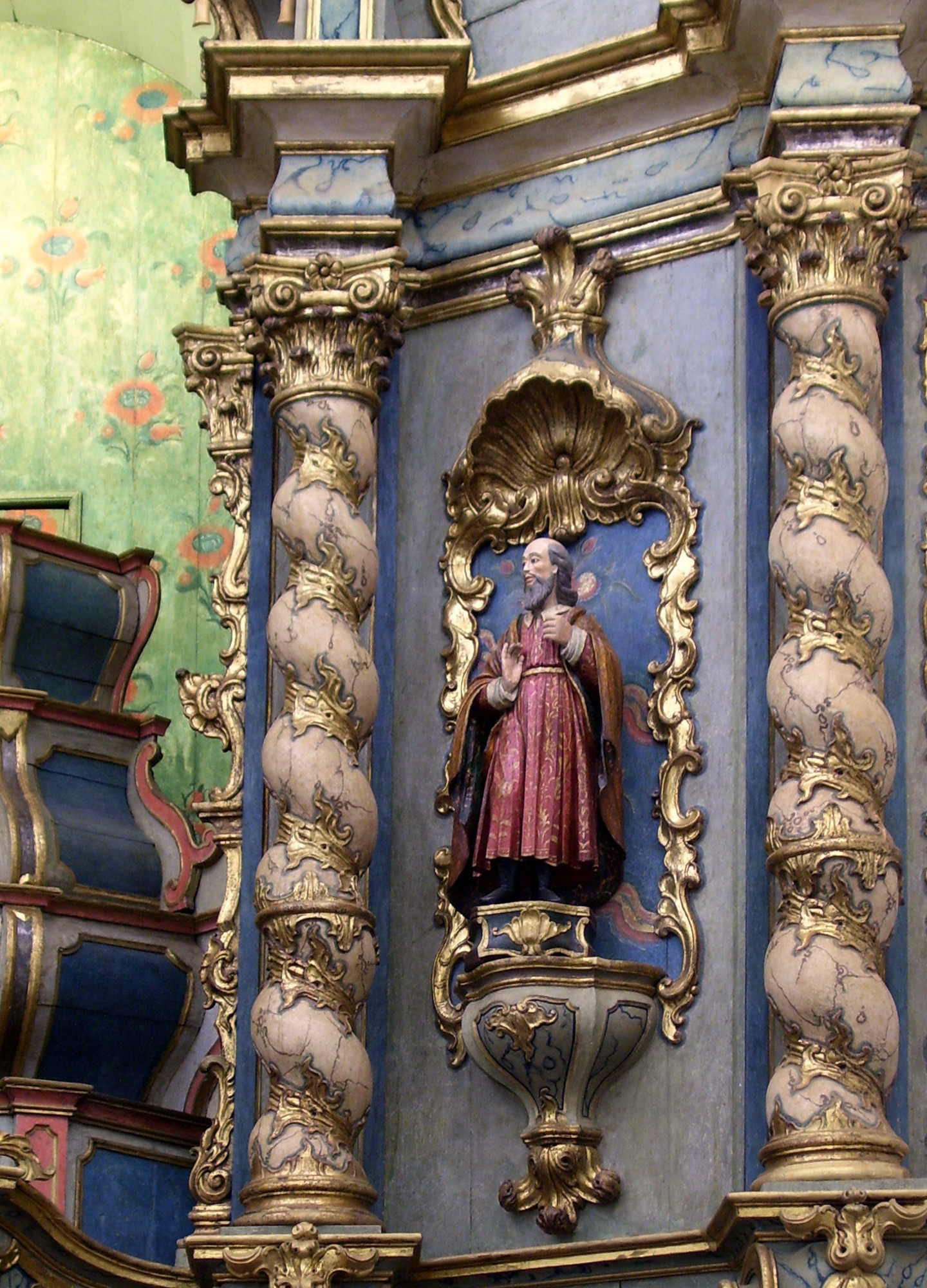
Imagem de São José de Botas
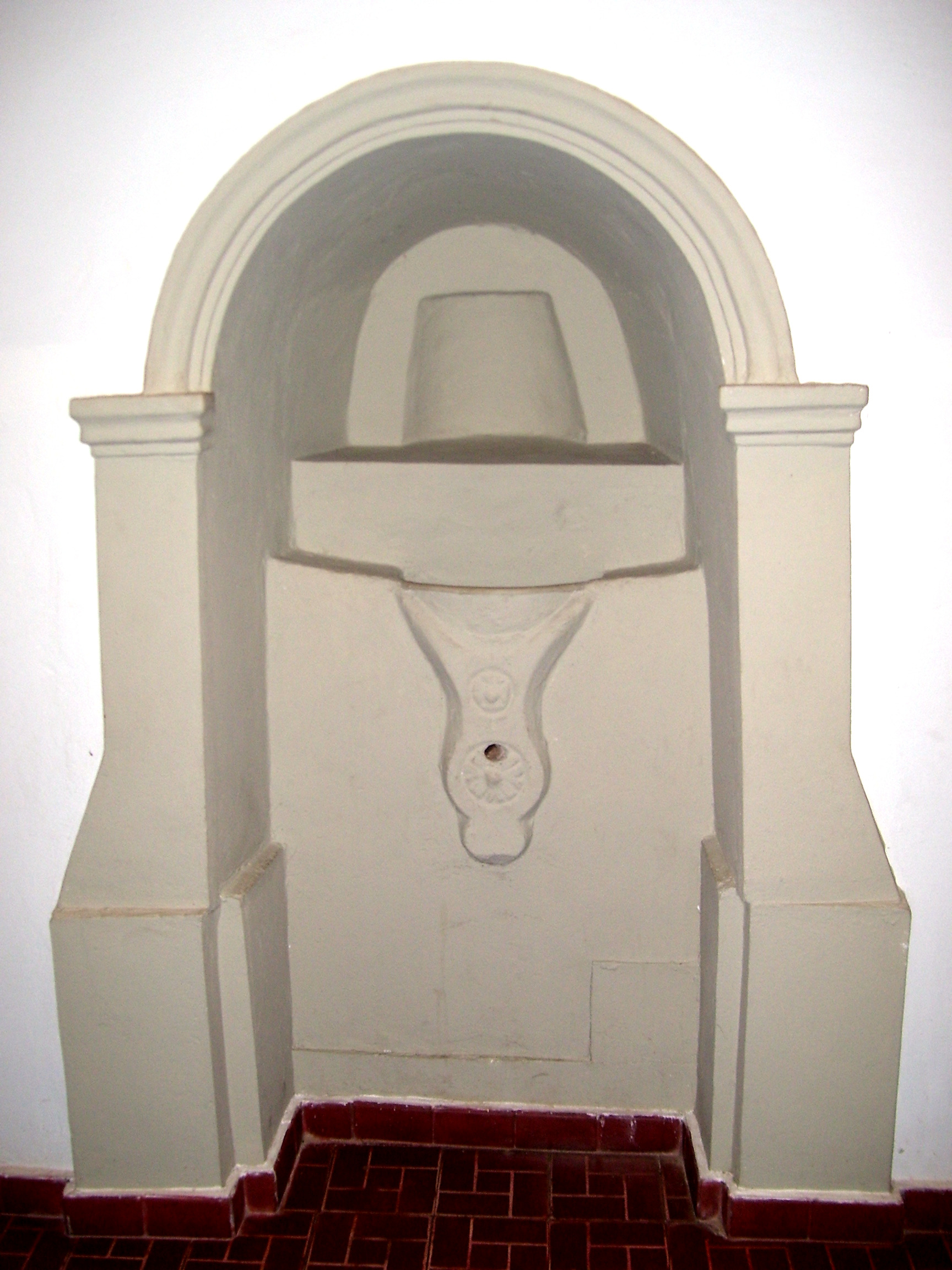
Batistério

### Alas laterais
A igreja possui duas alas laterais. A ala lateral leste possui três salas e o acesso à torre sineira, que se dá por uma escada helicoidal até o nível do coro e depois por escada reta até o local dos sinos. Estes são três, de bronze. Ao norte da torre sineira há uma sala onde funcionava a secretaria da igreja e agora é destinada à oração.
Na próxima sala ao norte, à direita da capela-mor, fica o batistério, em um nicho na parede externa da igreja. Na parede oposta, que faz limite com a capela-mor, em outro nicho, está uma imagem de Nossa Senhora do Carmo.[carece de fontes?]

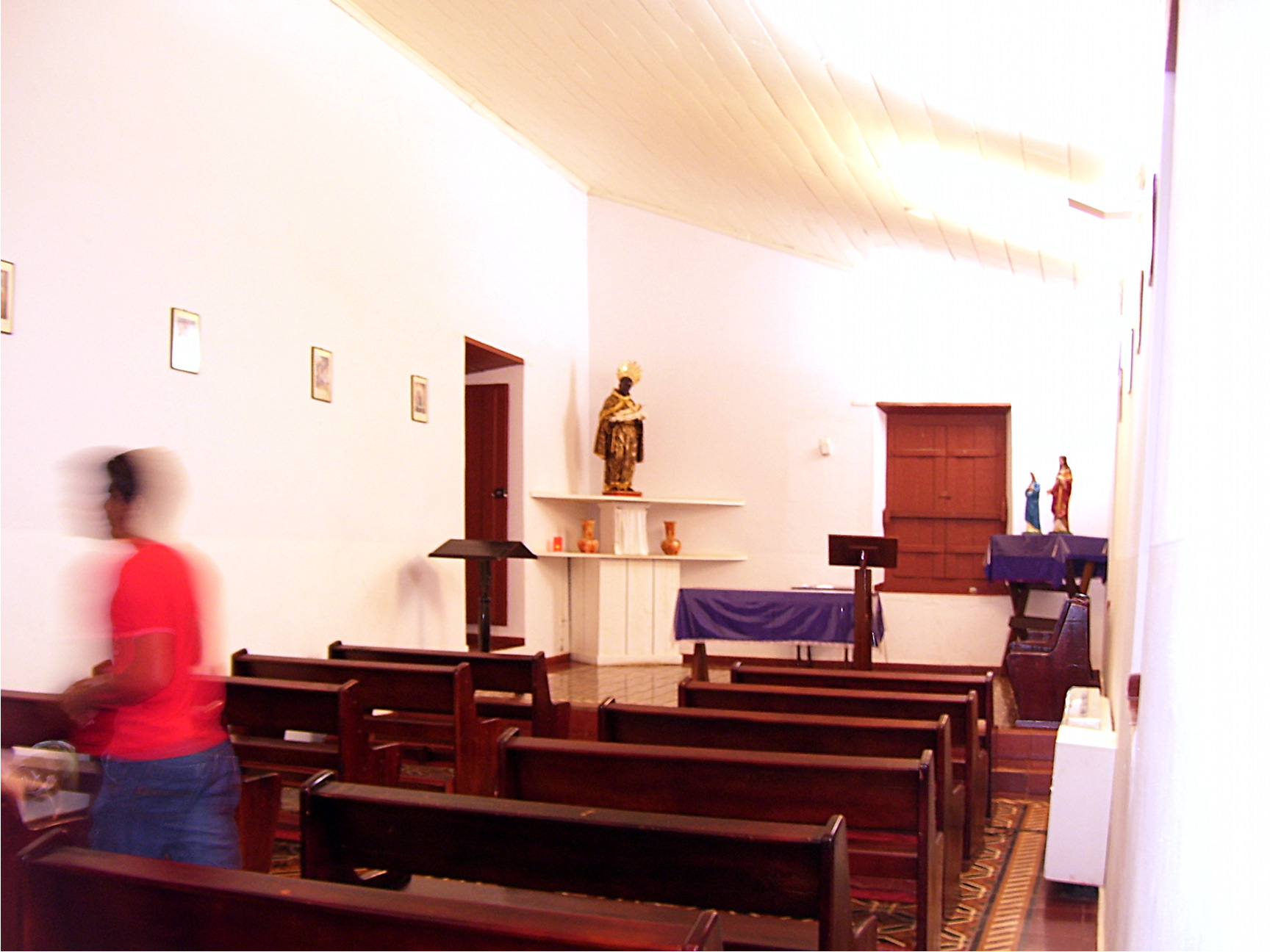
Capela de São Benedito.

A leste da nave há outra ala lateral. Ela possui uma sala, ao sul, e uma capela dedicada a São Benedito, ao norte. Na sala ao sul está a parede cujo trecho foi deixado na última restauração sem o reboco, para mostrar sua textura original.
A capela de São Benedito possui piso de ladrilho hidráulico e as janelas, como já dito, são de madeira e possuem verga reta e balaústres com seção quadrada em quina, também de madeira. O forro é de tábuas lisas de madeira, pintadas de branco.[carece de fontes?]
Há quatro portas na capela, que a ligam à capela-mor, a oeste, à sala da comunidade, ao sul, aos fundos do altar-mor, ao norte, e ao exterior, a leste. Próxima à porta, no fim da capela, aos fundos, está o seu altar, com uma imagem de São Benedito. Na última restauração, foram retirados o altar central, moderno, e a mesa de comunhão, além de terem sido desfeitas modificações passadas. Na parede alta da capela há outra imagem de São Benedito, em nicho.[carece de fontes?]

### Anexos
A igreja possui alguns prédios anexos atrás de si, ao norte. Um, de dois pavimentos, é atualmente usado pela administração e secretaria da igreja (originalmente funcionava ali a casa paroquial). Sua construção começou em 1956 e possui características comuns às construções modernas. Outra construção, de três pavimentos, abriga a cozinha usada na festa de São Benedito.

## Cultura popular

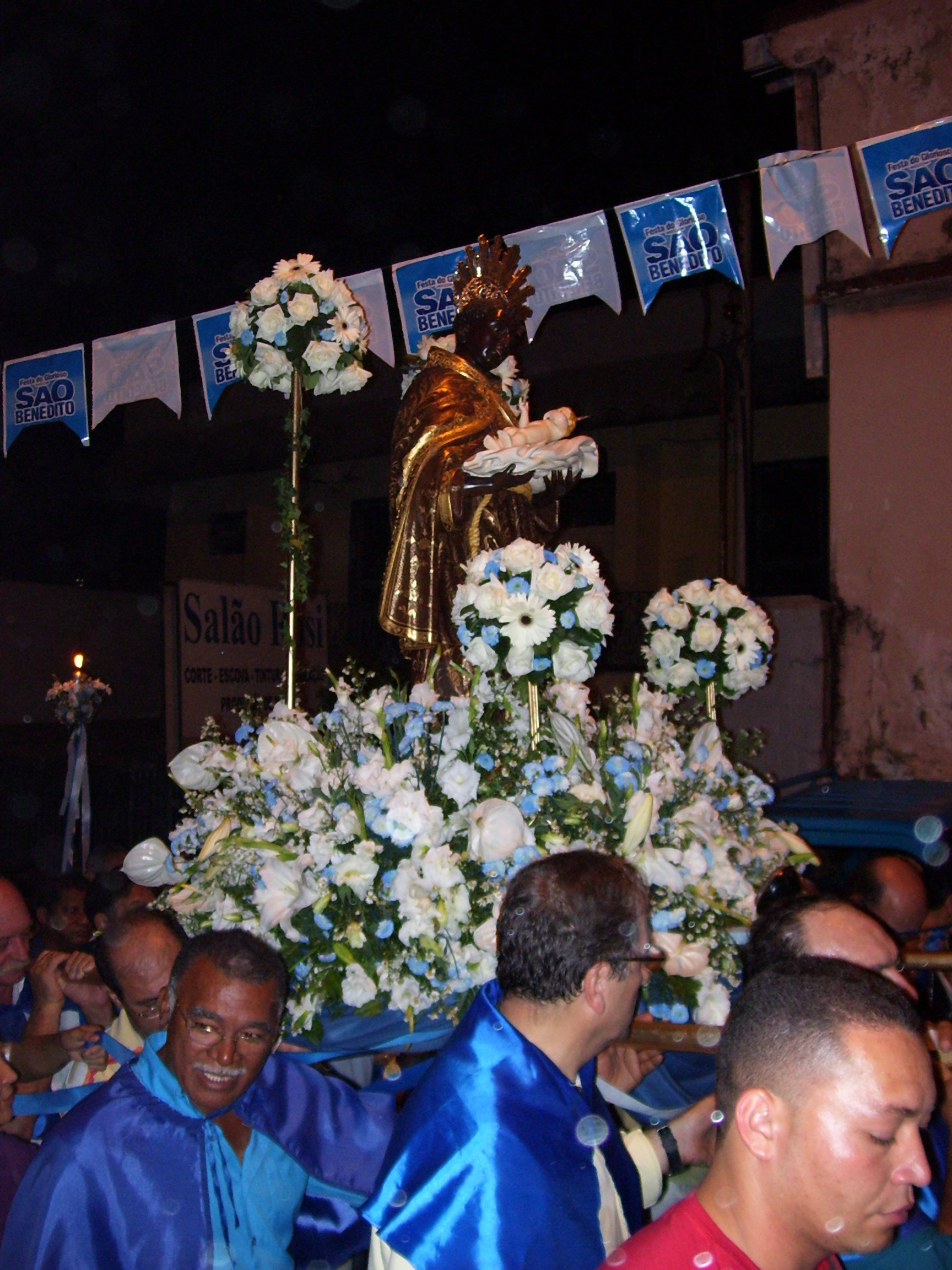
Procissão da imagem de São Benedito.

A igreja de Nossa Senhora do Rosário e São Benedito é a mais antiga igreja ainda de pé em Cuiabá e uma testemunha da colonização portuguesa e da sua expansão das fronteiras para além do Tratado de Tordesilhas. Por estar próxima do local onde foram descobertas as minas de Miguel Sutil, até a década de 1950 era possível encontrar pepitas de ouro pelas ruas do entorno, durante as chuvas. Hoje estas vias estão pavimentadas.
Ainda envolvendo as minas, há uma lenda sobre uma alavanca de ouro nas escavações da colina, que era muito procurada pelos escravos mineradores. Um dos escravos ao ajudar uma velha índia recebeu dela o conselho de fugir das escavações ao cantar de uma anhuma. Num certo dia de grande calor, ouviu-se o canto da anhuma, pelo que o tal escravo subiu o fosso das escavações rapidamente, quando este acabou desabando e soterrando os outros mineradores que lá ficaram. A crença popular diz que até hoje está lá a alavanca de ouro, que ninguém mais conseguiu ver.
Pesquisas feitas por um jornal com o intuito de descobrir "a cara de Cuiabá", em comemoração ao aniversário da cidade em 2000, mostraram a visão que os cuiabanos têm do santo: mais de 60% o consideraram como o santo que tem a cara da cidade e sua festa foi considerada por quase 70% dos entrevistados como a festa popular que tem a cara de Cuiabá. Em outra pergunta, a igreja do Rosário foi o segundo lugar mais votado como o que tem a cara da cidade, com pouco mais de 25% dos votos.

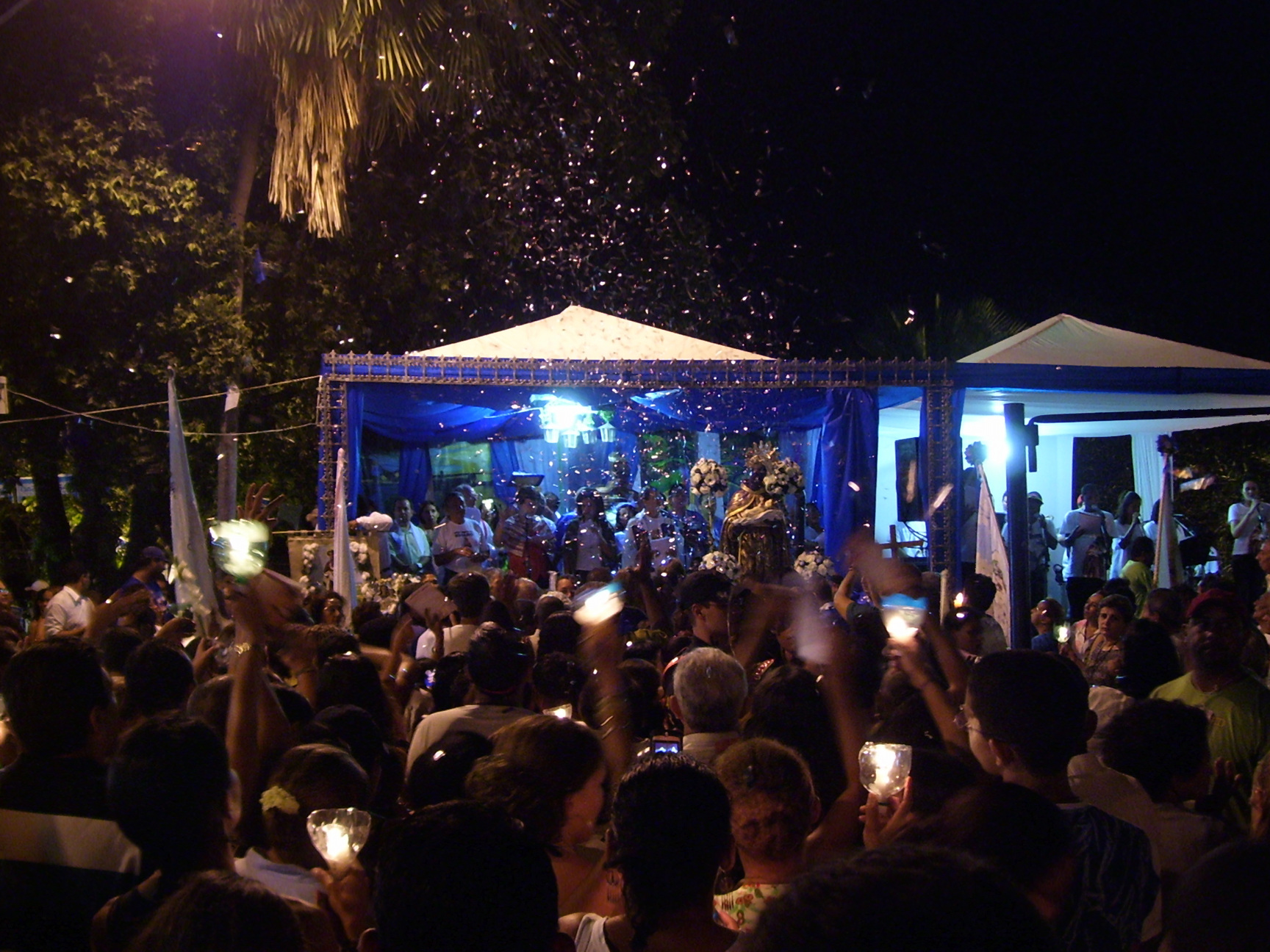
Festa de 2007.

### Festa de São Benedito
A Festa de São Benedito é a mais longa e popular festa religiosa de Mato Grosso. Dura cerca de um mês, contando com o período das visitas dos festeiros e esmoleiros às casas cuiabanas, e chega a reunir mais de dez mil pessoas a cada uma das noites de festa realizada na igreja. Ela é realizada no primeiro domingo de julho, ao invés de comemorar o nascimento ou a morte do santo.
Entre 1922 e 1944 ela foi realizada em casas de festeiros. A partir de 1945 a festa voltou ao largo da igreja, com a transformação da igreja em paróquia.